# Olivier Jaquet
Olivier Jaquet (* 27. června 1969) je bývalý švýcarský sportovní šermíř, který se specializoval na šerm kordem. Švýcarsko reprezentoval v devadesátých letech. Na olympijských hrách startoval v roce 1992 a 1996 v soutěži jednotlivců a v obou případech nepostoupil přes úvodní kolo. V roce 1994 obsadil druhé místo v soutěži jednotlivců na mistrovství světa.